# Rodinné domy Eliášova 1–17
Rodinné domy v Brně v Eliášově ulici číslo popisné 700, 1021, 1036–1037 a 1041–1044, resp. orientační 1–17, patří ke skupině funkcionalistických řadových rodinných domů v městské části Žabovřesky, které navrhl a projektoval Alois Kuba v druhé polovině 20. let 20. století pro rozrůstající se obytnou oblast Žabovřesk kolem Minské ulice. Autorství řadové vilové zástavby v těchto ulicích bylo dlouho neznámé. Průčelí domů bylo patrně v 80. letech zapsáno na seznam nemovitých kulturních památek, později však byla jejich památková ochrana zrušena.

## Historie

### Stavební vývoj čtvrti
Původně samostatná ves Žabovřesky v průběhu 19. století díky dynamickému růstu pohltila osadu Vinohrádky s osou podél novodobé Horovy ulice a dál se rozšiřovala směrem k Brnu. Do roku 1918 vyplnila celou délku veversko-brněnské cesty na žabovřeském katastru patrová rodinná a dělnická zástavba a na hranici území s brněnskou Velkou Novou Ulicí (později čtvrť Veveří) vznikla i zástavba městského charakteru. V roce 1919 byly Žabovřesky úředně připojeny k Velkému Brnu, a tak se otevřela cesta k dalšímu rozvoji území. V letech 1922–1923 byly vybudovány Kounicovy koleje, k nimž dosáhla od Minské ulice bloková zástavba, a ve stejné době se rozprostřela i vilová Česká úřednická čtvrť vybíhající po severním a západním svahu Kraví hory od náměstí Míru k okraji Wilsonova lesa tak, že do roku 1939 organicky propojila Žabovřesky s Masarykovou čtvrtí.
Spolu s politickými změnami po první světové válce a osamostatnění Československa mělo na vývoj stavitelství v Brně vliv více faktorů, mezi nimiž byla urbanizace a rychlý přírůstek obyvatelstva v příměstských částech, vlastenecké úsilí vymanit se z nadvlády monumentální rakouské stavební kultury a architektonické tradice nedaleké Vídně, ale také nedostatek financí i odborných pracovních sil a přemrštěné ceny stavebního materiálu v důsledku živelné výstavby. Začaly se proto uplatňovat čisté a jednoduché výrazové prostředky a namísto přehnaných honosných staveb se začaly využívat střídmé konstrukce a dispozice.

### Nová výstavba v nových ulicích
V roce 1928 se na nově zbudovaném Zemském výstavišti uskutečnila u příležitosti desátého výročí založení republiky Výstava soudobé kultury a její součástí se stala experimentální kolonie Nový dům v Žabovřeskách prezentující moderní úsporné individuální bydlení pro střední vrstvu. Už v letech předcházejících této bytové expozici však vzniklo několik pozoruhodných domů v souběžných ulicích Sirotkově a Kameníčkově a v příčné ulici Eliášově, stejně jako v ulici Marie Steyskalové pod svahem severního výběžku Wilsonova lesa.
Ulice Sirotkova vznikla paralelně s Minskou ulicí (tehdy Palackého třídou) už v roce 1907 a do druhé světové války nesla jméno Svatopluka Čecha. V červnu 1930 ji doplnila další souběžná ulice Kameníčkova pojmenovaná po moravském historikovi Františku Kameníčkovi a současně také příčná Eliášova, která se původně jmenovala Langova podle žabovřeského učitele a organizátora spolkového života Antonína Langa. Langova ulice kopírovala horní hranu výběžku Wilsonova lesa, zatímco při jeho spodní hraně souběžně s ní vybíhala z Burianova náměstí k jihu už od roku 1919 pojmenovaná ulice Hálkova, později Marie Steyskalové.

## Autor a jeho domy

### Alois a bratři Kubovi
Ze šesti synů početné rodiny Kubů v Nížkovicích nedaleko Slavkova, kteří se dožili dospělého věku, jeden převzal rodinné hospodářství a všichni ostatní se uplatnili ve stavitelství v Brně i na jiných místech jižní Moravy. Nejvýrazněji patrně tři, z nichž nejmladší Vilém (26. května 1905 – 20. května 1961) absolvoval studium architektury, prostřední Florián (1903–1983) stavěl mimo jiné školy a nájemní domy v Brně a nejstarší Alois (11. února 1901 – 17. května 1979) spolupracoval zprvu se stavitelem Václavem Dvořákem (1900–1984) a posléze v roce 1932 založil společnou firmu s bratrem Vilémem. Projekční a stavitelská kancelář Václava Dvořáka a Aloise Kuby vyvinula koncem 20. let koncept „vertikálního bydlení“, který přejímal inovace řadových rodinných domů patrné v kolonii Nový dům, a lokalitu kolem Wilsonova lesa a Kraví hory si obzvláště oblíbila. Svými řadovými domy později „obsadila“ také ulice Březinovu, Tůmovu, Zábranského a Hvězdárenskou (která tehdy byla ještě součástí Zábranského ulice), Lužickou a Náhorní (tehdy Strmou). Stavby však realizovala i v mnoha dalších městských částech Brna.
Tomu ovšem předcházelo studium Aloise Kuby u Jaroslava Syřiště na Odborné škole stavitelské v Brně, povinná školní praxe v Hodoníně, dva roky práce pro Rösslera a Kudlíka v České Třebové a roční vojenská povinnost. Poté zpět v Brně začínal jako asistent u stavitele Františka Hrdiny a po dvou letech nastoupil do ateliéru Bohuslava Fuchse. Ještě téhož roku (1928) se Kuba dohodl na spolupráci s Václavem Dvořákem, pro nějž nejprve pracoval jako zaměstnanec a poměrně brzy se stal i spolupodílníkem firmy.

### Domy v Eliášově ulici a okolí

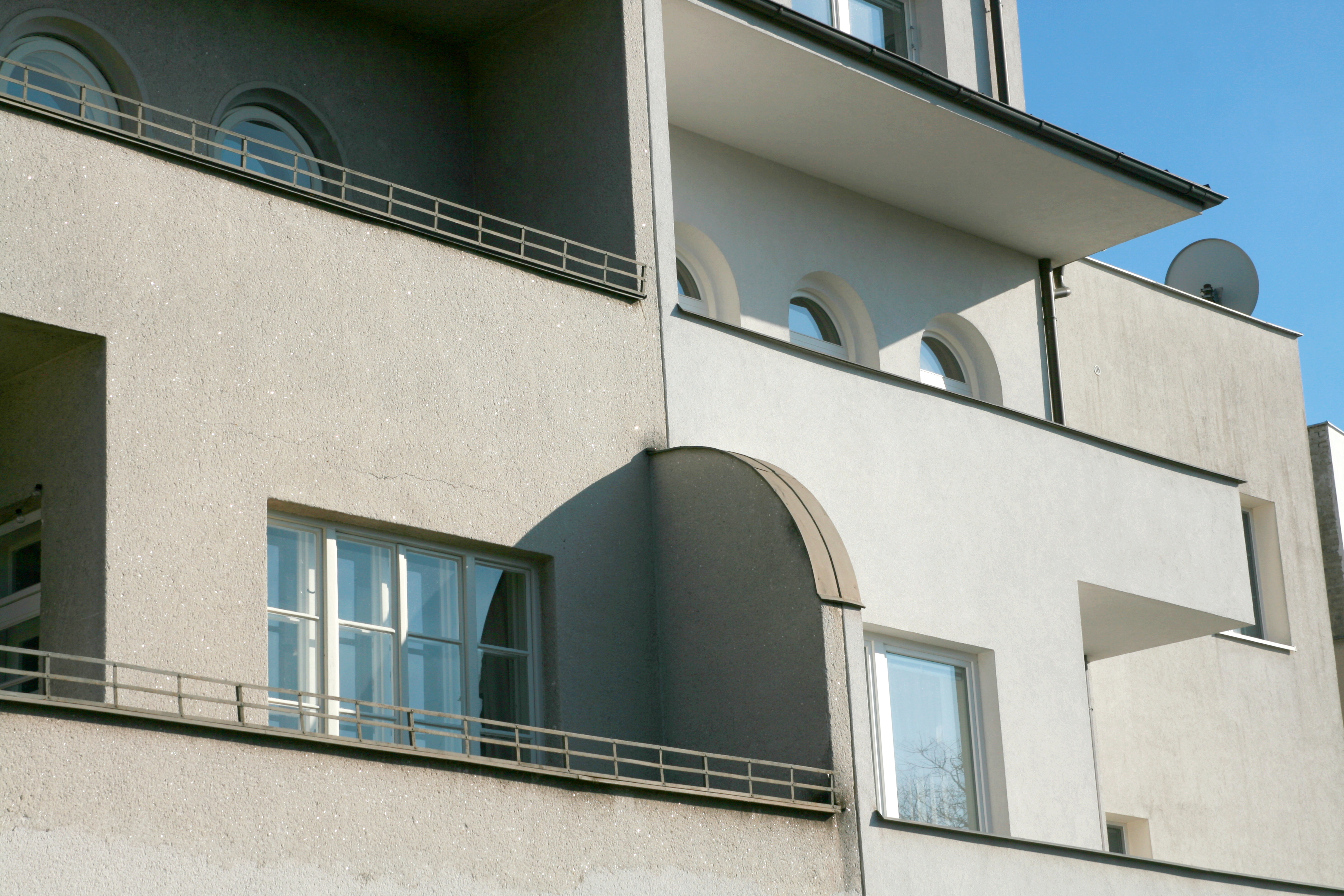
Terasy a okna ve vyšších patrech čtyřbloku číslo 1–7

Originální řadové domy v Eliášově a okolních ulicích patří mezi rané práce Aloise Kuby z konce dvacátých let. Jedná se o první rozsáhlou stavební akci pozdějšího zakladatele úspěšné developerské, projekční a stavební firmy třicátých let a podle Petra Pelčáka „dokumentuje hledání nové architektonické formy, typické pro první dvě třetiny let dvacátých“. Řadová vilová zástavba v těchto ulicích je kombinací „statické“ estetiky po vzoru Adolfa Loose, se svojí trojosou kompozicí, bočními hmotnými arkýři, vstupními nikami a svislými hustě dělenými okny, a expresivity německé frankfurtské školy, která se projevila například oblými schodišťovými věžemi či nárožními balkony.
Do tohoto širšího funkcionalistického souboru budov zapadá dvojice bloků řadových domů v Eliášově ulici realizovaný v letech 1927–1928. Domy jsou rozdělené do dvou bloků, přičemž jeden blok představují čtyři domy Sirotkova 1041/79 a Eliášova 1041/1, 1042/3, 1043/5, 1044/7, druhý blok pak pět domů Eliášova 1048/9, 700/11, 1021/13, 1037/15, 1036/17 a Kameníčkova 1036/28. Jedná se o soubor v podstatě řadových čtyřpodlažních rodinných domů ve dvou skupinách, jejichž výraznými prvky jsou složitá kompozice hmot terasovitého charakteru s prosklenou střešní terasou zaobleného tvaru ve střední části (v jednom bloku u dvou prostředních domů, ve druhém bloku u tří prostředních domů) a podobně obloukovitě formovanými přepážkami lodžií v patrech.

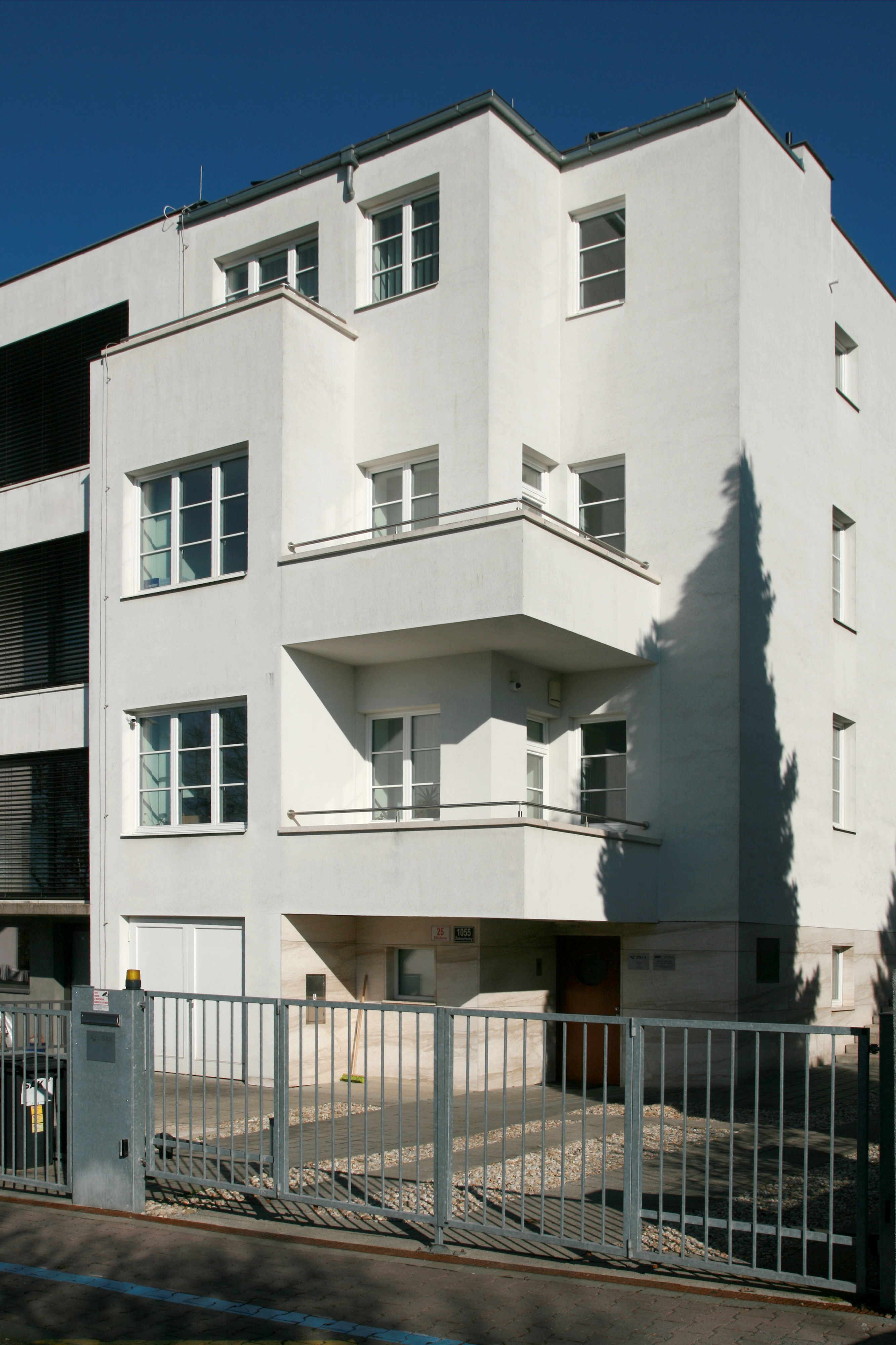
Dům číslo 25 v jednom z pozdějších bloků Kubových řadových domů

Alois Kuba také navázal výstavbou dalších dvou bloků řadových domů ve vedlejším úseku Eliášovy ulice od Kameníčkovy dále na jih. Jednalo se o soubory Eliášova č. 21, 23, 25 a Eliášova č. 27, 29, 31. Zástavbu Eliášovy ulice provedl stavitel František Hrdina.

## Památková ochrana
Domy v obou blocích, resp. jen jejich průčelí byla patrně v lednu 1989 prohlášena rozhodnutím Ministerstva kultury ČR za kulturní památku a evidována v Ústředním seznamu nemovitých kulturních památek pod rejstříkovým číslem 48453/7-7769. Památkový ústav přitom objekt označil za „jeden z nejhodnotnějších stavebních souborů brněnského funkcionalismu, pozoruhodný expresivní architektonickou formou díky užití čtvrtkruhových prvků lodžií, oken a prosklené terasy“.
V prosinci 2020 ministerstvo kultury na základě rozhodnutí Nejvyššího správního soudu zrušilo u více než 1 400 dosud chráněných staveb v Brně památkovou ochranu z důvodu „pozdního zápisu“ do seznamu a mezi takto postiženými se ocitl i tento soubor rodinných domů. Na přelomu let 2022 a 2023 pak stanovilo alespoň plošnou památkovou ochranu vyhlášením městské památkové zóny Brno, která zahrnula oblast Žabovřesk a s ní také tyto domy.

## Fotogalerie

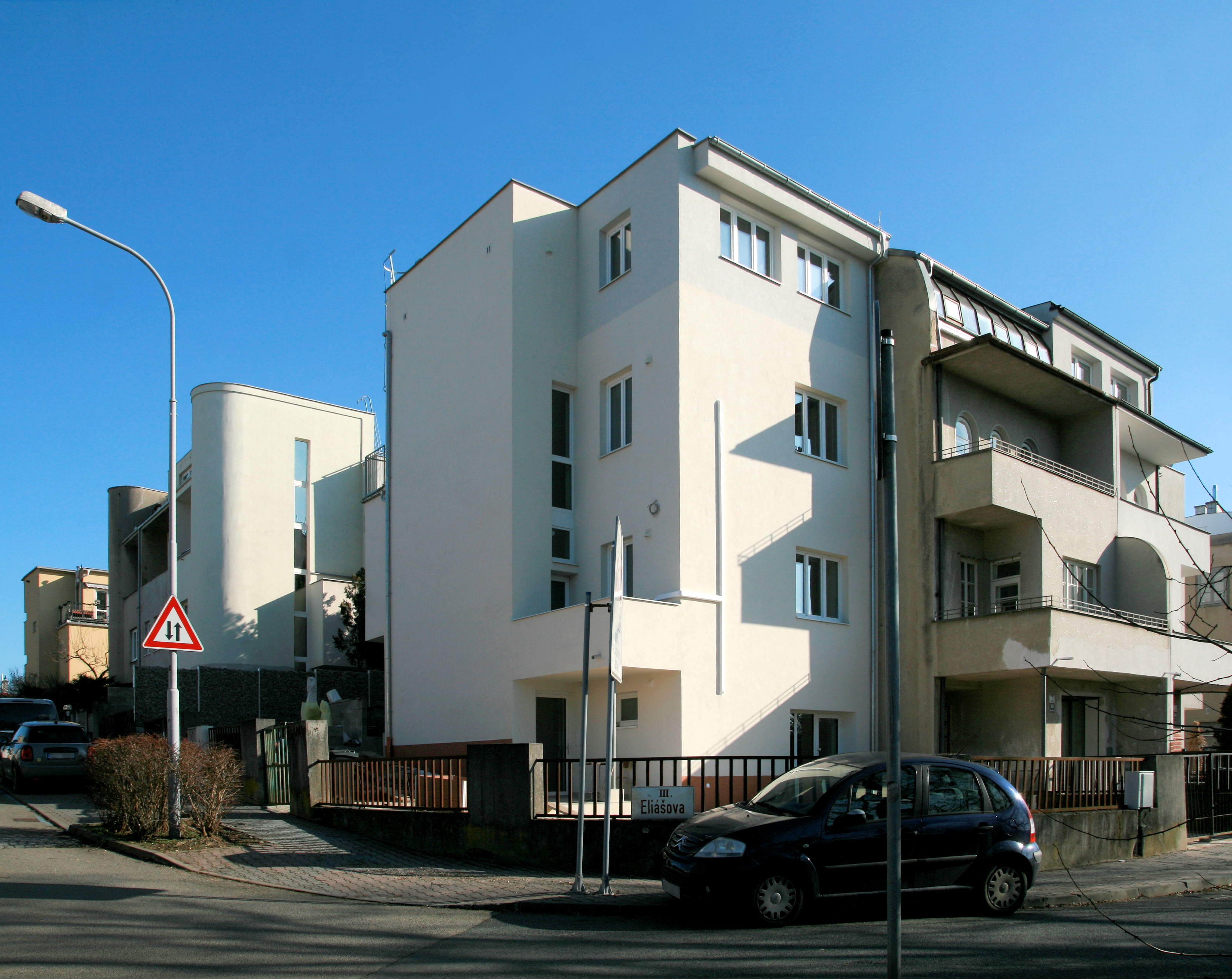
Rohový dům číslo 1 na křižovatce se Sirotkovou ulicí
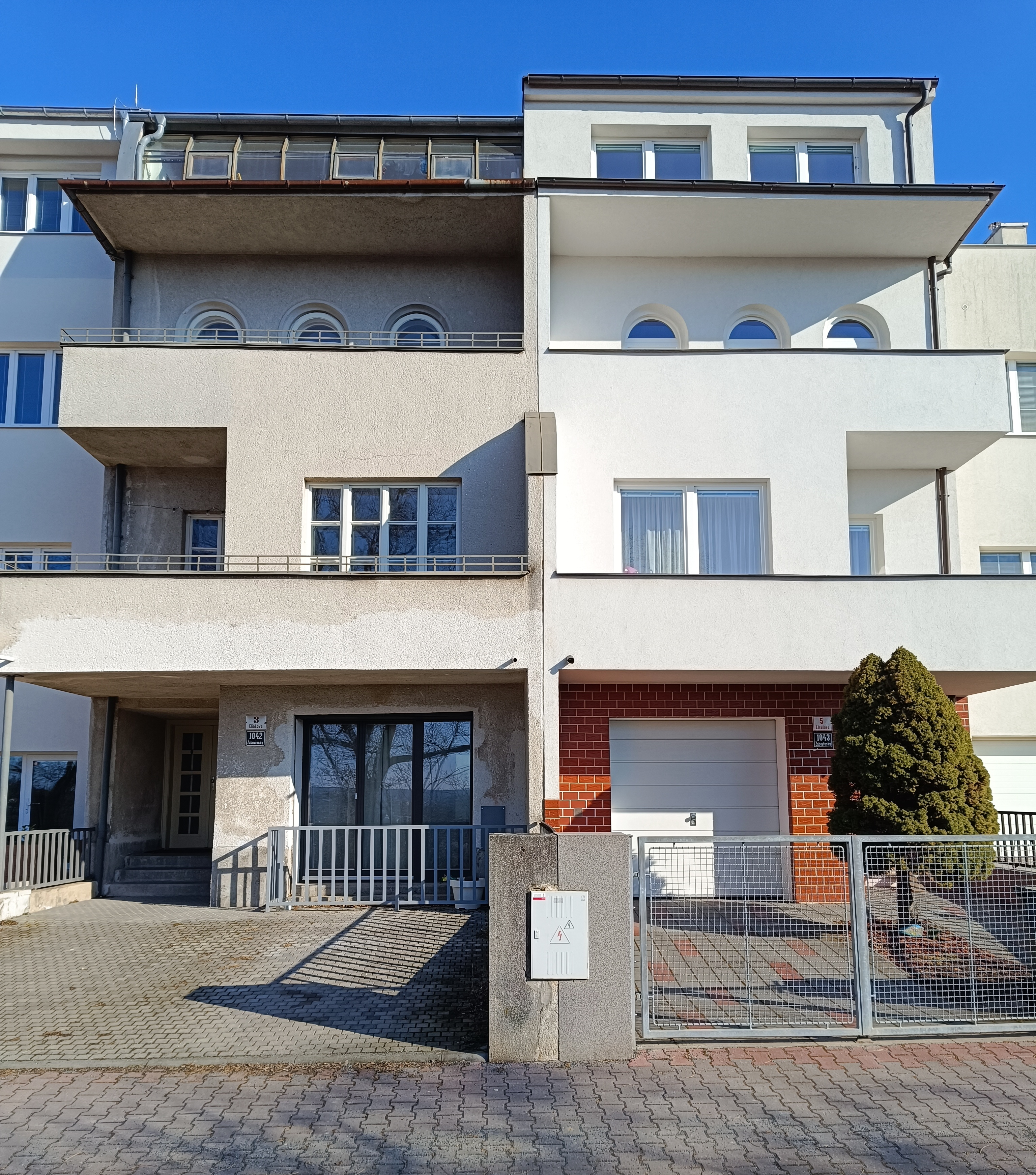
Domy číslo 3 a 5 v severním čtyřbloku
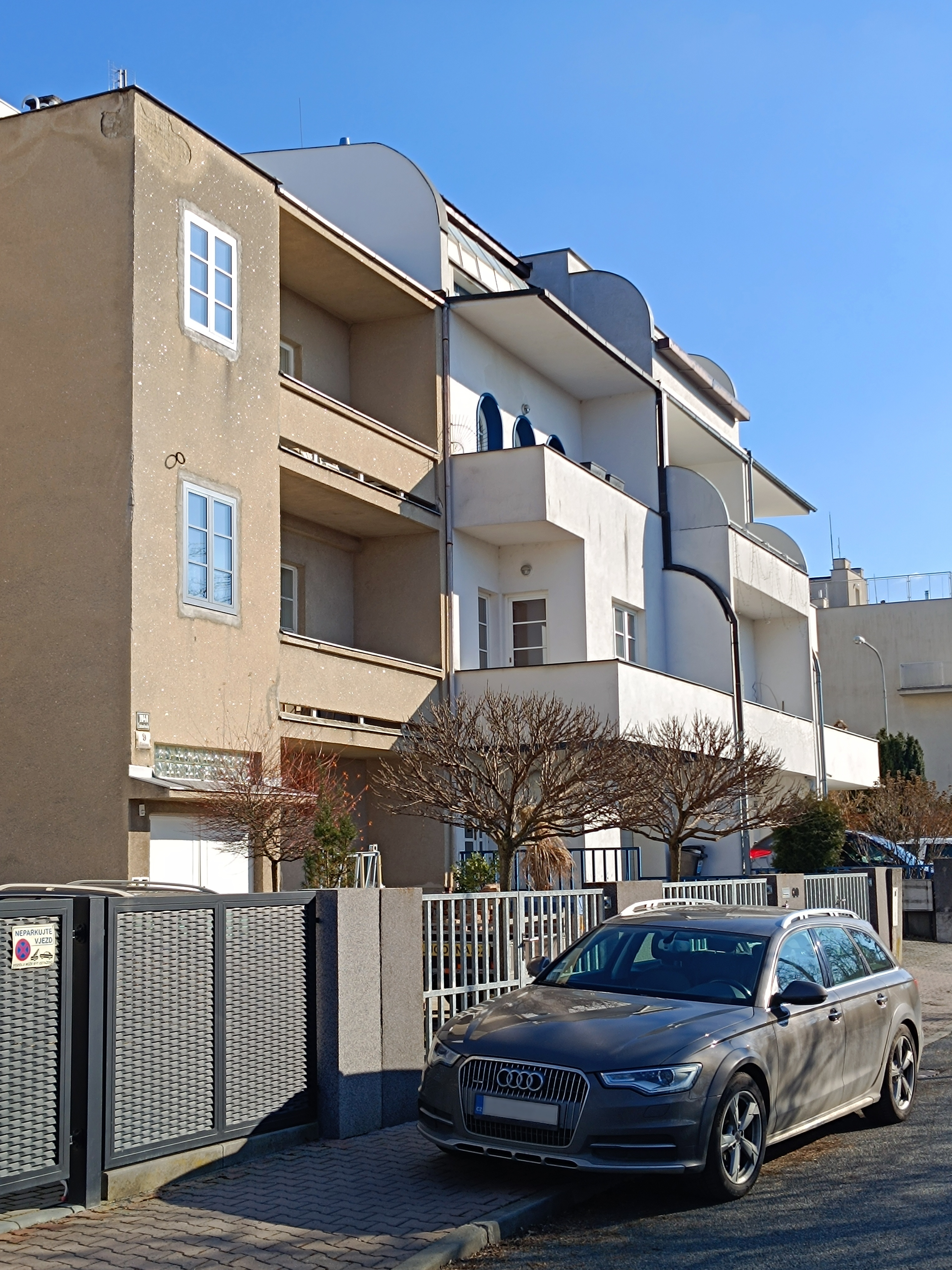
Okrajový dům číslo 9 z jižního pětibloku
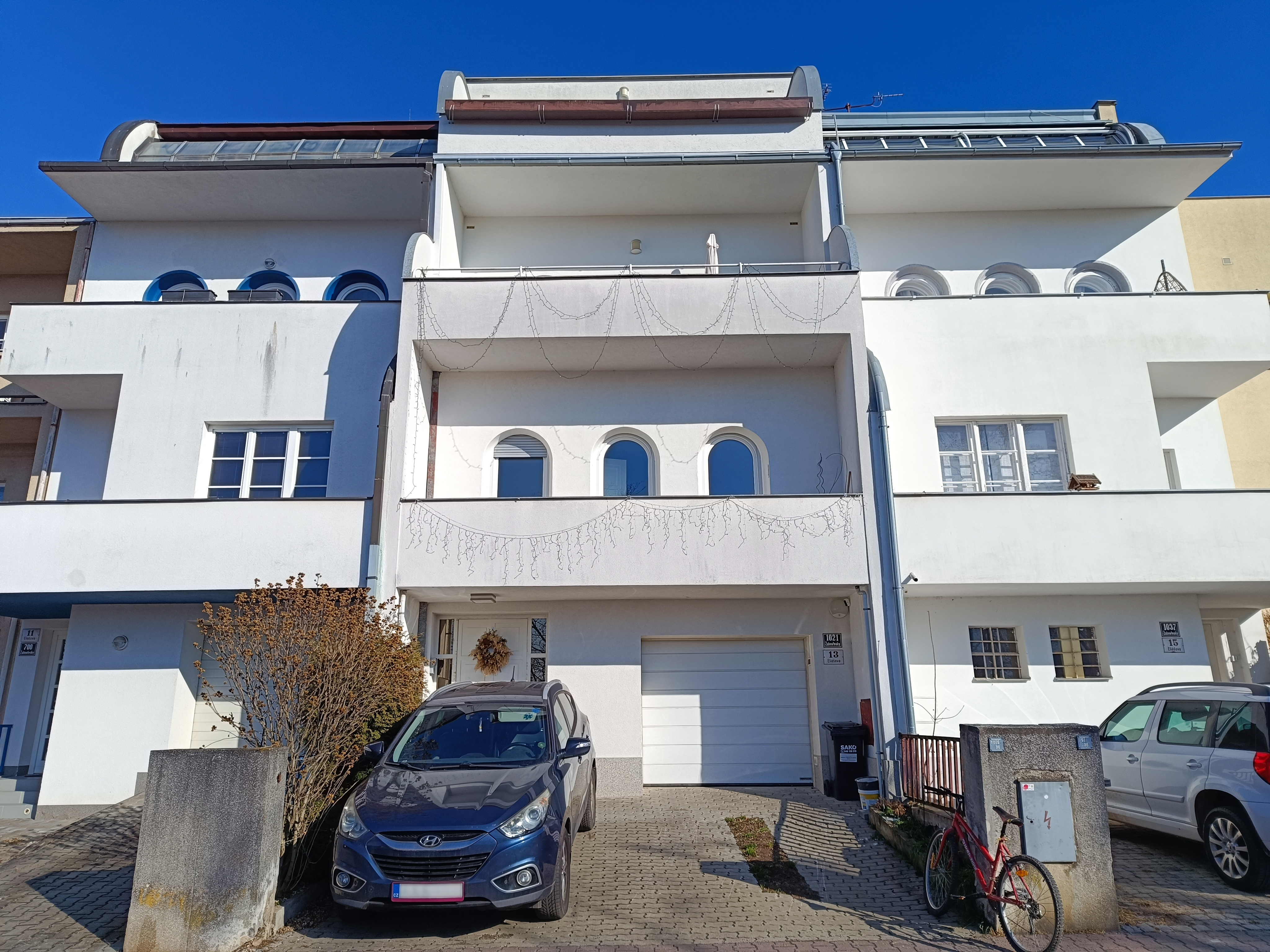
Průčelí tří prostředních domů jižního pětibloku číslo 11, 13 a 15
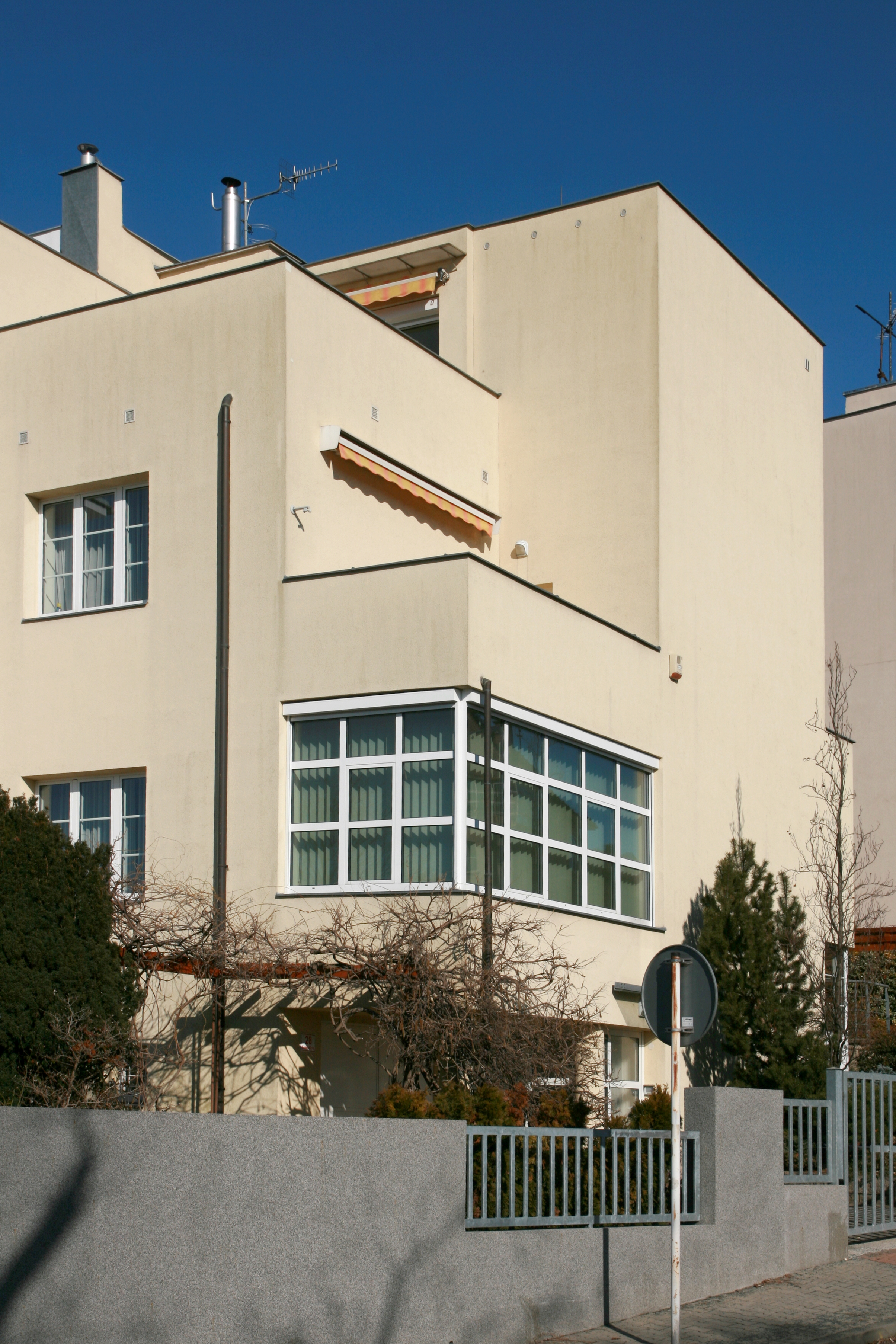
Rohový dům číslo 17 na křižovatce s ulicí Kameníčkovou